# NK Jadran Habjanovci
NK Jadran Habjanovci je nogometni klub iz Habjanovaca, naselja u sastavu općine Bizovac, a nedaleko Valpova u Osječko-baranjskoj županiji.
NK Jadran je član Nogometnog središta Valpovo, te Županijskog nogometnog saveza Osječko-baranjske županije.
U klubu treniraju trenutačno i natječu se seniori i to u sklopu 3. ŽNL Osječko-baranjske Lige NS Valpovo.

## Uspjesi kluba
Prvaci 2024/25. - 3. ŽNL Osječko-baranjske Lige NS Valpovo. 

## Vanjska poveznice
- Službene stranice Općine Bizovac